# さそりがため
さそりがためは、日本の女性ゲームクリエイター・グラフィッカー・原画家・イラストレーターである。

## 作品リスト

### ゲーム
- ろーでび 〜小悪魔的偏愛論〜 (BLACK LIGHT、2004年)[1]
- WIZARD GIRL AMBITIOUS（原画）（sugar pot、2008年）[1]
- キスと魔王と紅茶 （原画）（ま〜まれぇど、2009年）[1]
- なないろ航路（原画）（Journey、2010年）[2]
- 恋色マリアージュ（原画）（ま〜まれぇど、2012年）[3]
- PRIMAL×HEARTS（原画）（ま〜まれぇど、2014年）[4]
- PRIMAL×HEARTS2（原画）（ま〜まれぇど、2015年）[5]
- お家に帰るまでがましまろです（原画）（ま〜まれぇど、2017年）

### イラスト・挿絵
- 水瀬葉月『C3 -シーキューブ-』シリーズ（メディアワークス電撃文庫）[1]
- 新木伸『明るい家族砲計画っ!』（エンターブレインファミ通文庫）[1]

### 単行本
- こどもシロップ（松文館、2005年、成人向け）